# Charles-Antoine-Henri Du Valk de Dampierre
Charles-Antoine-Henri Du Valk de Dampierre (né à Hans le 22 août 1746, mort à Clermont-Ferrand le 8 juin 1833), ecclésiastique, fut évêque concordataire de Clermont de 1802 à 1833.

## Biographie
Il est le 2e fils d'Henri du Val ou Du Valk, comte de Dampierre (1703-1785) et de son épouse Marie Claude Barbin de Broyes († 1755). Il nait dans le château de Hans près de Sainte-Menehould. Destiné à l'Église il fait ses études au collège de Juilly avant d'entrer au séminaire Saint-Sulpice à Paris et d'obtenir son doctorat en théologie de la Sorbonne. En 1772 il devient grand vicaire de Antoine-Éléonor-Léon Leclerc de Juigné alors évêque de Chalons. Lorsque ce dernier est transféré à l'archevêché de Paris en 1781, il le suit, reçoit un canonicat de l'église métropolitaine et devient alors grand vicaire de l'archidiocèse de Paris. 
Lors de la Révolution française il refuse de prêter le serment exigé par la constitution civile du clergé et se retire dans sa famille. Il est arrêté comme prêtre réfractaire et transféré à Paris pour être jugé en 1794 ; il y parvient seulement après la chute de Robespierre et il est libéré par la convention  thermidorienne. À la suite de l'émigration de l'archevêque il se trouve être le seul vicaire général présent à Paris et il administre plus au moins clandestinement l'archidiocèse jusqu'au concordat de 1801.   
Napoléon Bonaparte le nomme en 1802 évêque de Clermont ; il est confirmé le 14 avril et consacré en mai suivant par Marie-Charles-Isidore de Mercy l'archevêque concordataire de Bourges.
En 1811 il participe au Concile de Paris réuni par Napoléon Ier et il fait partie des évêques qui s'opposent à l'empereur afin d'éviter un nouveau schisme. Lors de la Première Restauration il est nommé par Louis XVIII membre de la commission d'évêques chargés de réorganiser l'Église catholique dont les travaux sont interrompus par les Cent Jours. Il retourne alors dans son diocèse auquel il se consacre entièrement jusqu'à sa mort à Clermont-Ferrand le 8 juin 1833.

## Distinction
- Chevalier de la Légion d'honneur (1er janvier 1815)[2]